# Cal Governador
Cal Governador és una masia situada al municipi de Navès a la comarca catalana del Solsonès, a una altitud de 637 m al vessant de ponent del Serrat del Moro.